# Dylan & The Dead
Dylan & The Dead – album koncertowy Boba Dylana z grupą The Grateful Dead, nagrany w lipcu 1988 r. i wydany w styczniu 1989 r.

## Historia i charakter albumu
Po nagraniu jednego z najgorszych swoich albumów Down in the Groove, Dylan wyruszył na krótkie tournée z zespołem The Grateful Dead. Składało się ono z zaledwie 6 koncertów, rozpoczęło się 4 lipca a skończyło 26 lipca 1987 r.
Było to jedno z najbardziej oczekiwanych tournée w historii muzyki rockowej. Razem wystąpić mieli artyści słynni z tego, że lubią improwizować i eksperymentować podczas koncertów. Dziwne więc było, że chociaż ich współpraca wydawała się zawsze oczywista, nigdy do niej w takiej formie nie doszło.
Koncerty jednak okazały się rozczarowaniem. Nagrania prezentują niezwykle sztywno i bez fantazji grających muzyków. Brak jest głębi, ognia, energii i natchnienia. Nic więc dziwnego, że recenzje właściwie bez wyjątku były całkowicie negatywne.

## Muzycy
- Bob Dylan – gitara, harmonijka, wokal
- Jerry Garcia – gitara
- Bob Weir – gitara, wokal
- Brent Mydland – instrumenty klawiszowe
- Phil Lesh – gitara basowa
- Bill Krautzmann – perkusja
- Mickey Hart – perkusja

## Spis utworów
| 1. | Slow Train                | 4:57  |
|    |                           |       |
| 2. | I Want You                | 4:04  |
|    |                           |       |
| 3. | Gotta Serve Somebody      | 5:50  |
|    |                           |       |
| 4. | Queen Jane Approximately  | 6:38  |
|    |                           |       |
| 5. | Joey                      | 9:12  |
|    |                           |       |
| 6. | All Along the Watchtower  | 6:27  |
|    |                           |       |
| 7. | Knockin’ on Heaven’s Door | 6:52  |
|    |                           |       |
|    |                           | 44:00 |
|    |                           |       |

## Opis płyty
- Producent – Jerry Garcia i John Cutler
- Inżynierowie – John Cutler, Guy Charbonneau
- Dodatkowi inżynierowie – Gary Hedden, David Robert, Peter Miller, Billy Rothschild, Chris Wiskes

1. 4 lipca, Sullivan Stadium, Foxborough, Massachusetts (1, 5)
2. 19 lipca, Autzen Stadium, Eugene, Oregon (4)
3. 24 lipca, Oakland County Stadium, Oakland, Kalifornia (2)
4. 26 lipca, Oakland County Stadium, Oakland, Kalifornia (3, 6, 7)

- Miksowanie – Club Front, San Rafael, Kalifornia; listopad 1988
- Cyfrowy mastering – Joe Gastwirt
- Grafika na okładce – Rick Griffin
- Fotografia – Herb Greene
- Projekt całości – Allen Weinberg
- Czas – 44 min. 03 sek.
- Firma nagraniowa – Columbia
- Numer katalogowy – CK 45056
- Data wydania – 30 stycznia 1989

## Listy przebojów

### Album
| Rok  | Lista                           | Pozycja |
| ---- | ------------------------------- | ------- |
| 1989 | Billboard USA. Albumy popowe    | 37      |
| 1989 | Melody Maker USA. Albumy popowe | 38      |